# VVV (Zeitschrift)
VVV war ein surrealistisches Magazin, das in New York in den Jahren 1942 bis 1944 veröffentlicht wurde. Der Untertitel zu VVV lautete Poetry, Plastic Arts, Anthropology, Sociology, Psychology. Es gab insgesamt nur vier Ausgaben, wobei die zweite und dritte in einer Ausgabe zusammengefasst erschienen sind.

## Geschichte
Das Magazin bildete für die europäischen surrealistischen Künstler, die ihre Heimat infolge des Zweiten Weltkriegs verlassen mussten, eine Möglichkeit, mit amerikanischen Künstlern zu kommunizieren. Ab 1940 gab es bereits das Magazin View, herausgegeben von Charles Henri Ford, das bis 1947 Bestand hatte, surrealistische Themen waren jedoch nur ein Teilbereich der veröffentlichten Beiträge.
Herausgeber von VVV war David Hare in Zusammenarbeit mit Marcel Duchamp, André Breton und Max Ernst. Das Vorbild war Minotaure, eine von Albert Skira und Tériade in Paris herausgegebene surrealistische Publikation, die 1939, mit Kriegsbeginn, eingestellt wurde. VVV war die Abkürzung von „Victory“, „View“ und „Veil“ nach einem Text Bretons, der lautete: „Victory over the forces of regression“, „View around us“ und „View inside us“ sowie „the myth in process of formation beneath the veil of happenings“. Das Magazin bot die Themenkreise Literatur, Skulptur, Anthropologie, Soziologie und Psychologie wie im Untertitel angekündigt. Illustrationen waren unter anderem enthalten von Giorgio de Chirico, Claude Lévi-Strauss, Roberto Matta und Yves Tanguy. Die erste Ausgabe vom Oktober 1942 hatte ein Umschlagdesign von Max Ernst und enthielt Texte von Breton ebenso wie Beiträge des amerikanischen Künstlers Robert Motherwell und des Kunstkritikers Harold Rosenberg. Der Umschlag der nächsten Ausgabe, eine Doppelnummer vom März 1943, war von Marcel Duchamp gestaltet. Die vierte und letzte Ausgabe vom Februar 1944 hatte einen Umschlag von Roberto Matta.